# Australische Zyklonsaison 2010–2011
Die Australische Zyklonsaison 2010–2011 begann offiziell am 1. November 2010 und dauerte bis zum 30. April 2011.
Der operative Plan der World Meteorological Organization sieht für die Gewässer auf der Südhalbkugel zusätzlich ein „tropisches Zyklonjahr“ vor. Dieses begann bereits am 1. Juli 2010 und wird am 30. Juni 2011 enden.
Bestandteil der australischen Zyklonsaison sind Stürme, die sich südlich des Äquators zwischen dem 90. und 160. Grad östlicher Länge bilden. Dazu gehören Australien, Papua-Neuguinea, der westliche Teil der Salomonen, Osttimor und die südlichen Bereiche Indonesiens. Tropische Wirbelstürme in diesem Gebiet werden von fünf Tropical Cyclone Warning Centres (TCWCs) überwacht: dem Bureau of Meteorology in Perth, Darwin und Brisbane in Australien; dem TCWC Djakarta in Indonesien und dem TCWC Port Moresby in Papua-Neuguinea.
Das Joint Typhoon Warning Center gibt für diese Region inoffizielle Warnungen aus, die für US-amerikanische Einrichtungen bestimmt sind. Dabei wird die Erweiterung „S“ verwendet, wenn sich der Sturm westlich von 135° östlicher Länge bildet und ein „P“, falls dies östlich dieser Linie geschieht.

## Saisonprognosen

### Bureau of Meteorology
Seit der Australischen Zyklonsaison 2009–2010 gibt das National Climate Center (NCC) des Bureaus of Meteorology vor der Zyklonsaison eine Prognose aus, mit der die tropische Wirbelsturmaktivität im gesamten Becken zwischen 90° O und 160° O vorhergesagt wird. Erstmals in dieser Saison sagte das NCC nicht nur die Gesamtzahl der Zyklone in den Gewässern um Australien für das tropische Zyklonjahr von Juli 2010 bis zum Juni 2011 voraus, sondern gliederte die Prognose auch in die Regionen West, Nordwest, Nord und Ost. Für das Zyklonjahr 2010–2011 ging das BoM davon aus, dass aufgrund des La-Niña-Effektes die Zyklonaktivität etwa zwei Wochen früher einsetzen könnte, als üblich ist.
Für das Zyklonjahr 2010/2011 ging das NCC davon aus, dass es in der australischen Region zur aktivsten Zyklonsaison seit der Zyklonsaison 1983–1984 kommen könnte, mit 20–22 tropischen Zyklonen, die sich in der Region bilden oder in sie hineinwandern, im Vergleich zum Durchschnittswert von zwölf tropischen Zyklonen. Für den Westen des Verantwortungsbereiches des Bureaus of Meteorology sagt das NCC die Bildung von elf bis zwölf tropischen Zyklonen voraus, im Gegensatz zum Durchschnittswert von sieben. Das NCC geht für den Nordwesten davon aus, dass sich sieben bis acht Zyklone bilden oder hindurch ziehen, wobei in diesem Teil des Beckens der Durchschnittswert sechs beträgt. Für die nördliche Region gab das NCC an, dass es mit fünf Zyklonen in diesem Bereich rechne. Das NCC wies jedoch darauf hin, dass die Fertigkeiten der Meteorologen hinsichtlich der Vorhersage in diesem Bereich eher gering seien. Für den östlichen Teil der Gewässer um Australien gab das NCC bekannt, dass es mit sechs bis sieben Zyklonen rechne, wobei in diesem Gebiet der Durchschnittswert vier beträgt.

### City University of Hong Kong
Seit der Zyklonsaison 2009–2010 veröffentlicht das Guy Carpenter Asia-Pacific Climate Impact Centre (GCACIC) an der City University of Hong Kong (CityUHK) Saisonprognosen für die kommende Zyklonsaison. Diese Prognose über die Wirbelsturmaktivität wird für die Region als ganzes und für den westlichen Teil des Beckens zwischen 90° O und 135° O getrennt erstellt und im November veröffentlicht. 
1. 1 2  Dieses Gebiet wurde vom Bureau of Meteorology als zwischen 105° O und 130° O definiert.

## Stürme

### Tropischer Zyklon Anggrek
Am 28. Oktober meldeten die TCWCs des Bureaus of Meteorology in Perth und Darwin, dass im Verantwortungsbereich des TCWCs in Djakarta, sich etwa 650 km westlich von Djakarta und etwa 530 km nördlich der Kokosinseln ein westwärts ziehendes tropisches Tief gebildet hat. Das System drehte dann auf eine südöstliche Zugbahn und intensivierte sich während der folgenden Tage kontinuierlich. Früh am 31. Oktober stellte das TCWC Djakarta fest, dass das System die Stärke eines tropischen Zyklons erreicht hat und gab dem Sturm den Namen Anggrek. Anggrek wanderte weiter südwärts und erreichte das Verantwortungsgebiet des TCWCs in Perth. Unterdessen hatte es sich in einen Kategorie-2-Zyklon nach der Skala des Bureau of Meteorology intensiviert. Der Zyklon zog am 2. November östlich an den Kokosinseln vorbei – für die zwischenzeitlich die höchste Warnstufe ausgerufen wurde und wo während der Passage von Anggrek starke Regenfälle und böige Winde verzeichnet wurden – und schwächte sich aufgrund stärker werdender Windscherung wieder ab.
Der Zyklon schlug dann eine Kurve nach rechts gegen Südwesten ein und schwächte sich dabei weiter ab. Schließlich driftete das Resttief nach Westen und verlor weiter an Intensität. Am 4. November vermeldete das TCWC in Perth die Abschwächung in ein tropisches Tief und gab die letzte Warnung aus.

### Tropischer Zyklon Abele
Am 29. November bildete sich westlich des 90. östlichen Längengrades ein tropisches Tiefdruckgebiet, welches durch das TCWC Perth als tropisches Tief 02U klassifiziert wurde. Das System zog zunächst südwärts und intensivierte sich im südwestlichen Indik zum tropisches Zyklon, schlug dann aber eine südöstliche Zugrichtung ein und gelangte so am 3. Dezember in den Verantwortungsbereich des TCWCs in Perth. Das RSMC La Reunion gab seine letzte Warnung zu Abele aus, als der Zyklon bereits 90° östlicher Länge in südöstlicher Richtung überquert hatte. Entsprechend dieser Warnung hatte Abele die Intensität eines Kategorie-2-Zyklons nach der australischen Skala. Das Bureau of Meteorology übernahm einige Stunden später die Zuständigkeit für Abele und stufte das System zu einem Kategorie-1-Zyklon zurück. Am 4. Dezember drehte der Sturm auf eine südsüdöstliche Zugrichtung und schwächte sich zu einem tropischen Tief ab, so dass das TCWC in Perth die letzte Warnung zu Abele ausgab. Das Resttief des vormaligen Zyklons zog noch zwei Tage lang langsam in südöstlicher Richtung und verlor dabei weiter an Stärke und löste sich am 6. Dezember vollständig auf.

### Tropisches Tief 03U
Am 15. Dezember bildete sich vor der Küste von Western Australia, rund 500 km nordwestlich von Exmouth ein Monsuntief, das langsam nach Südosten driftete. Böen und Starkregen erreichte Gebiete weitab vom Zentrum des Tiefs, das die Küstenlinie am 18. Dezember in der Nähe von Coral Bay überquerte. Kurz nach dem Landfall schwenkte das System scharf nach Südwesten und erreichte am 19. Dezember das Wasser des Indischen Ozeanes westlich von Carnarvon. Das System zog dann von der Küste weg und löste sich spät am 20. Dezember rund 500 km westlich von Geraldton auf.
Am Gascoyne River und dessen Einzugsgebiet fiel zwischen dem 16. und 19. Dezember ausgiebiger Regen, was eine der schlimmsten Überschwemmungen an dem Fluss in der aufgezeichneten Geschichte auslöste. Die tropischen Niederschläge hatten auch auf andere Flussgebiete in der Region, darunter Wooramel River, Murchison River, Lyndon River, Minilya River und Ashburton River. Für den Zeitraum vom 16. bis 20. Dezember meldeten einige Wetterstationen eine Regenmenge von bis zu 300 mm, was der langjährigen durchschnittlichen Jahresniederschlagsmenge in der Region entspricht. Die höchste Niederschlagsmenge innerhalb von 24 Stunden meldete die Station am Carnarvon Airport am 17. Dezember mit 207,8 mm, was die höchste dort innerhalb eines Tages gemessene Niederschlagsmenge seit Beginn der Aufzeichnungen in Carnarvon im Jahr 1883 ist. Der vorherige Rekordwert mit 119,4 mm wurde am 24. März 1923 gemessen.
Den vorläufigen Schätzungen zufolge summierten sich die Sachschäden auf rund 100 Millionen Australische Dollar (etwa 100,4 Millionen US-Dollar), und mindestens 2000 Stück Vieh ertranken durch die Überschwemmung.

### Tropischer Zyklon Tasha
Tasha war ein verhältnismäßig schwacher Zyklon, der jedoch große Mengen Niederschläge nach Queensland führte. Am 20. Dezember bildete sich im nördlichen Korallenmeer, südöstlich von Papua-Neuguinea, ein tropisches Tief. Das System zog langsam in einer grob südwestlichen Richtung und gelangte schließlich am 24. Dezember in eine für die Entwicklung eines tropischen Sturmes günstige Umgebung. Innerhalb weniger Stunden gewann das System ausreichend Kraft, um vom TCWC Brisbane als Kategorie-1-Zyklon klassifiziert zu werden. Nur wenige Stunden später gelangte das Zentrum des Zyklons in der Nähe von Gordonvale, zwischen Cairns und Innisfail, über den tropischen Norden des Bundesstaates. Über Land wurde der Zyklon schon bald zu einem tropischen Tief zurückgestuft, bevor er sich am 25. Dezember auflöste.
Auf der Südseite des Wirbelsturmes wurden Niederschlagsmengen verzeichnet, die zwischen 150 und 250 mm lagen. Tasha durchnässte somit das Erdreich und im Zusammenwirken mit länger anhaltenden Monsunregenfällen in den folgenden Tagen, entstanden die stärksten Überschwemmungen seit Jahrzehnten.

### Tropisches Tief 06U
Über dem Top End des Northern Territory bildete sich Ende Dezember ein tropisches Tief, das kontinuierlich in westsüdwestlicher Richtung nach Western Australia wanderte. Das TCWC Perth begann am 30. Dezember, als das System über die Region Kimberley hinweggezogen war und nördlich von Broome den Indischen Ozean erreichte. Über dem warmen Wasser des Ozeans intensivierte sich 06U langsam, löste sich jedoch am 4. Januar auf, so dass das TCWC in Perth an dem Tag die letzte Warnung zu dem System veröffentlichte.

### Tropischer Zyklon Vince
Am 10. Januar bildete sich etwa 700 km nordnordwestlich von Onslow vor der Küste Western Australias ein tropisches Tief, das zunächst westwärts zog. Es intensivierte sich zwei Tage später in einen Zyklon und änderte am 12. Januar abrupt die Richtung. Während der nächsten Tage zog das System, das vom TCWC in Perth den Namen Vince erhielt, in ostsüdöstlicher Richtung. Die Vorhersagen gingen zunächst davon aus, dass sich Vince zu einem Kategorie-2-Zyklon intensivieren würde, doch am 14. Januar verlor der Zyklon an Organisation un schwächte sich zu einem tropischen Tief ab. 

### Schwerer Tropischer Zyklon Zelia
Am 13. Januar bildete sich in der Korallensee nordöstlich von Willis Island das tropische Tief 10U. Dieses dümpelte zunächst nach Westen und Norden, bevor es über Ost eine südöstliche Zugbahn einschlug. Am 14. Januar hatte sich das System etwa 750 km nordöstlich von Cairns so weit intensiviert, dass es vom TCWC in Brisbane zum tropischen Zyklon hochgestuft wurde und den Namen Zelia erhielt. Zelia setzte seine südöstliche Zugbahn fort und gelangte unter Einfluss eines subtropischen Rückens in das westliche Korallenmeer. Am 15. Januar intensivierte sich das System rapide zu einem Kategorie-3-Zyklon und einen Tag später erreichte der Sturm westlich von Neukaledonien seine größte Intensität. An dem Tag überquerte Zelia den 160. östlichen Längengrad und gelangt so ins Südpazifische Becken, verlor aufgrund zunehmender Windscherung und abnehmender Wasseroberflächentemperaturen rasch an Kraft. Er wurde am 18. Januar zu einem tropischen Tief zurückgestuft und verlor in der Tasmansee nordwestlich von Neuseeland seine tropischen Eigenschaften.

### Tropischer Zyklon Anthony
Parallel zur Küste Queenslands ziehend entwickelte sich langsam ein Tiefdruckgebiet, das am 22. Januar nordöstlich von Cairns durch das TCWC in Brisbane als Tropisches Tief 11U klassifiziert wurde. Das System bewegte sich dann nach Nordosten und intensivierte sich. Spät am 22. Januar UTC wurde das System zum tropischen Zyklon aufgestuft und erhielt den Namen Anthony. Nachdem Anthony nördlich an Willis Island vorbeigezogen war, schlug der Zyklon eine ostsüdöstliche Zugbahn in Richtung Neukaledonien ein. Am 24. Januar erreichte das System das südpazifische Becken, doch die zurückgehende Zuggeschwindigkeit leitete eine Umkehr der Zugrichtung ein, weswegen das TCWC in Brisbane die Verantwortung für die primäre Beobachtung des Systems beibehielt. Im Tagesverlauf führte starke Windscherung und eine schlechte Organisierung des Systems zu einer Abschwächung in ein tropisches Tief. Dieses zog kurzzeitig in südliche Richtung, schwenkte dann jedoch auf eine westnordwestliche Bahn ein.
Zurück im Verantwortungsbereich des TCWCs in Brisbane intensivierte sich das Tief und erlangte am 29. Januar erneut Zyklonstatus. Der Zyklon schlug einen Haken nach Norden, bevor er bis zu seinem Landfall nördlich von Bowen im Südosten von Queensland stetig in südwestlicher Richtung driftete. Dabei intensivierte sich Anthony in einen Kategorie-2-Zyklon, verlor jedoch nach dem Überqueren der Küste rasch an Kraft und wurde zu einem tropischen Tief abgestuft.

### Schwerer Tropischer Zyklon Yasi
Bereits am 26. Januar hatte sich im Verantwortungsgebiet des RSMC Nadi eine tropische Störung gebildet, die sich bis zum 30. Januar so weit intensiviert hatte, dass sie als Kategorie-1-Zyklon den Namen Yasi erhielt. Der Zyklon zog über Vanuatu hinweg nach Westen, intensivierte sich weiter und überquerte am 31. Januar den 160. östlichen Längengrad als Kategorie-3-Zyklon. Im Korallenmeer intensivierte sich Yasi rapide und erreichte am 1. Februar die Kategorie 5 der australische Zyklonskala. Zwar schwächte sich Yasi vor dem Landfall noch leicht ab, erreichte die Küste in der Nähe von Innisfail am 2. Februar aber trotzdem noch immer in der höchsten Kategorie. Bereits vor dem Eintreffen des Zyklons hatte die Regierung Queenslands die Evakuierung der besonders gefährdeten Gebiete angeordnet. Tausende von Bewohnern wurden in Sicherheit gebracht.
Über Land verlor der Zyklon rasch an Kraft und schwächte sich kontinuierlich ab. Er verlor am 3. Februar etwa 50 km östlich von Mount Isa den Status eines Zyklons.

### Tropisches Tief 15U
Vor der Küste von Western Australia bildete sich am 8. Februar ein Tiefdruckgebiet, das in den folgenden Tagen stetig in westsüdwestlicher Richtung zog. Am 11. Februar klassifizierte das Bureau of Meteorology in Perth das System als tropisches Tief und gab ihm die Identifizierung 15U. Das JTWC begann einige Stunden später mit der Ausgabe von Warnungen unter der Bezeichnung 14S. Zwar ging das TCWC in Perth von einer Intensivierung des Systems zu einem tropischen Zyklon der Kategorie 1 aus, doch starke Windscherung und eine kühle Wasseroberfläche behinderten die Organisierung, so dass das System ein Tief blieb und sich am 13. Februar auflöste.

### Schwerer Tropischer Zyklon Dianne
Vor der Nordküste von Western Australia entwickelte sich am 11. Februar ein sich intensivierendes Tiefdruckgebiet. Aufgrund der Nähe zu Küste gab das TCWC für die Küstenorte zwischen Onslow und Coral Bay am 15. Januar eine Zyklonvorwarnung aus, weil sich das System 350 km nordnordwestlich von Exmouth zu einem tropischen Tief entwickelt hatte. Spät am 16. Februar intensivierte sich 16U zum tropischen Zyklon und erhielt den Namen Dianne.

### Schwerer Tropischer Zyklon Carlos
Am 14. Februar meldete das Tropical Cyclone Warning Centre (TCWC) in Darwin, dass sich über Land bei 13,2° S und 130,7° O, etwa 40 km westsüdwestlich von Batchelor, ein tropisches Tiefdruckgebiet entwickelt hat. Für den Nordwesten des Darwin-Daly-Distriktes und die Tiwi Islands wurde eine Unwetterwarnung ausgegeben. Durch einen starken subtropischen Rücken wurde das System zunächst in nördlicher bis nordnordöstlicher Richtung gesteuert. Das sich nur langsam bewegende System intensivierte sich am 16. Februar zu einem tropischen Zyklon und erhielt den Namen Carlos. Über Wasser angelangt wandte sich Carlos nach Osten. Da sich der südlich des Zyklons befindliche Rücken langsam abschwächte, prognostizierten die Meteorologen einen Loop im Uhrzeigersinn, bevor Carlos eine südwestliche Zugbahn einschlug.
Am 15. Februar fiel in der Region starker Regen, wobei die Messstationen Marrara 179,4 mm und Darwin Airport 131,0 mm Niederschlag meldeten. In Darwin fielen in derselben Zeit 339,6 mm Niederschlag, was die höchste je in Darwin aufgezeichnete Regenmenge innerhalb von 24 Stunden ist. Der Zyklon verursachte riss Bäume um und verursachte Gebäudeschäden. Schulen, der internationale Flughafen und der Hafen am East Arm wurden geschlossen.
Zurück über Land schwächte sich das System ab und wurde zu einem tropischen Tief zurückgestuft. Insgesamt wurden durch den sich nur langsam bewegenden Zyklon am Flughafen Darwins 684,8 mm Niederschlag innerhalb von drei Tagen registriert. Das System entfernte sich dann langsam südwestwärts von Darwin und zog in Richtung der Grenze zwischen dem Northern Territory und Western Australia. In der Siedlung Daly River wurden im Zusammenhang mit Carlos 442 mm Niederschlag gemessen. Am 19. Februar erreichte das System den Norden der Region Kimberley. Die gefallenen Niederschläge waren mit 90 mm in Wyndham und 80 mm in Kalumburu jedoch nicht mehr so hoch wie in den Tagen zuvor.
Früh am 21. Februar gelangte Carlos nach dem Durchqueren von Kimberley wieder über das Wasser des Indischen Ozeanes, was zu einer erneuten Intensivierung in einen Zyklon führte. In der Bergbaustadt Karratha erzeugte eine Böenlinie des Zyklons insgesamt vier Tornados, wodurch 38 Häuser und zahlreiche Fahrzeuge sowie eine Schule beschädigt wurden. Carlos intensivierte sich über Wasser stetig in einen Kategorie-2-Zyklon.
Am 22. Februar zog das System parallel zur Küste von Pilbara. Varanus Island meldete eine Regenmenge von 59 mm und die stärkste Windbö in dem Gebiet wurde mit 120 km/h auf Bedout Island gemessen. Das System organisierte sich weiter besser. Am 23. Februar wurde mit 283 mm auf Barrow Island ein neuer Regenrekord an dieser Station aufgestellt. Die stärksten Böen an diesem Tag wurden mit 139 km/h auf Varanus Island registriert. Der Zyklon überquerte das North West Cape und traf mit Regen und starken Winden von bis zu 155 km/h auf Onslow und Exmouth.
Carlos zog weiter in südwestlicher Richtung und entfernte sich so von der Westküste Australiens. Dabei intensivierte sich der Sturm am 24. Februar in einen Schweren tropischen Zyklon. Über zunehmenden kühlerem Wasser löste sich der Sturm am 27. Februar auf.

### Tropisches Tief 18U
Am 25. Februar gab das Tropical Cyclone Warning Centre (TCWC) in Perth bekannt, das sich etwa 75 km westnordwestlich von Kalumburu und 445 km nordöstlich von Derby ein tropisches Tief gebildet hat, das langsam parallel zur Küste Kimberleys in südwestlicher Richtung wanderte. In der Frühe des 28. Februar zog das Tief im King Sound über Land. Östlich von Port Hedland wurde auf der Dampier Peninsula teilweise erheblicher Niederschlag verzeichnet, was die Einzugsgebiete von Telfer River und teilweise De Grey River betraf. Derby zeichnete 83 mm Regen auf, Camballin meldete 142 mm Niederschlag und Looma 105 mm. Das tropische Tief zog weiter landeinwärts und das Bureau of Meteorology gab am 28. Februar die letzte Warnung zu dem System aus.

### Tropisches Tief 21U
Am 7. März meldete das TCWC Brisbane, dass sich etwa 1200 km westlich von Port Vila, Vanuatu im Korallenmeer ein tropisches Tief gebildet habe. Im Tagesverlauf zog das System ostwärts und intensivierte sich auch am folgenden Tag kontinuierlich, bevor es aus dem Verantwortungsbereich der australischen Meteorologen ins südpazifische Becken zog und dort zur Tropischen Depression 12F wurde.

### Tropisches Tief 23U (Cherono)
Am 10. März berichtete das TCWC Perth, das sich im Verantwortungsbereich des TCWCs Djakarta, etwa 1640 km westlich von Djakarta, Indonesien ein tropisches Tief gebildet habe. Während der beiden folgenden Tage wanderte das System nur langsam. Es gelangte am 13. März in den Verantwortungsbereich des TCWCs in Perth, bevor es westwärts aus der australischen Region in den südwestlichen Indik zog. Dort entwickelte es sich schließlich zum Mäßigen tropischen Sturm Cherono.

### Tropisches Tief 24U (Bune)
Am 23. März klassifizierte das TCWC Brisbane die Tropische Depression 13F im südpazifischen Becker als Tropisches Tief 24U, als sich dieses etwa 250 km nordwestlich von Tonga befand. Im Laufe der folgenden Woche intensivierte sich 24U/13F kontinuierlich zum Schweren tropischen Zyklon Bune, der schließlich 1450 km nordöstlich von Neuseeland seine tropischen Eigenschaften verlor. Während seiner Existenz blieb Bune stets östlich des 160. östlichen Längengrades und wurde somit nicht zum Bestandteil der australischen Zyklonsaison.

### Tropisches Tief 25U
Tropisches Tief 25U bildete sich vor der Nordküste Australiens am 26. März. Am 31. März wurde das System nordwestlich von Darwin gemeldet. Das System driftete zunächst nach Westen, jedoch ab 1. April nach Süden zog. In der Nacht zum 2. April schlug 25U schließlich eine südwestlich Bahn auf die Kimberley-Küste zu wanderte, die nach ausgiebigen Regenfällen bereits mit starken Überflutungen zu tun hat. Am 6. April löste sich das Tief völlig auf.

### Tropisches Tief 27U
Am 26. März meldete das TCWC Perth, dass sich etwa 315 km nordwestlich der Kokosinseln ein schwaches tropisches Tief gebildet habe. Während der beiden folgenden Tag zog das System langsam westwärts und gelangte kurzzeitig in den Verantwortungsbereich des RSMCs Le Réunion, kehrt dann in den Verantwortungsbereich des TCWCs zurück, um dann einige Tage um den 90. östlichen Längengrad herum zu dümpeln. Am 2. April löste sich 27U über dem offenen Ozean vollständig auf.

### Tropischer Zyklon Errol
Am 10. April bildete sich nördlich der Tiwi-Inseln ein tropisches Tief, das sich nur zögerlich entwickelte, während es westwärts zog. Das System änderte plötzlich seine Zugrichtung und zog vom 12. bis zum 14. April nach Südosten. Am 15. April intensivierte sich das System zu einem tropischen Sturm und erhielt den Namen Errol. Nach einer erneuten Kursänderung wanderte Zyklon Errol nach Nordwesten und intensivierte sich am 16. April in die Kategorie 2 Zyklon der australischen Skala. Am 20. April löste Errol sich auf.

## Sturmnamen
Die verschiedenen Tropical Cyclone Warning Center vergeben die Namen für Stürme, die sich in ihrem jeweiligen Zuständigkeitsbereich bilden. Die Stürme behalten ihren Namen, wenn sie von einem Zuständigkeitsbereich in einen anderen wandern. Allerdings werden Stürme, die in den Verantwortungsbereich von Météo-France auf Réunion wechseln, dort neu benannt. Stürme, die von dort kommend in den Verantwortungsbereich des TCWC in Perth gelangen, behalten den im südwestlichen Indischen Ozean vergebenen Namen.

### TCWC Djakarta
Das TCWC in Djakarta beobachtet tropische Zyklone, die sich zwischen dem Äquator und 10° südlicher Breite und zwischen 90° und 125° östlicher Länge bilden. Durch das australische Bureau of Meteorology werden in diesem Gebiet zur Unterstützung spezielle Sturmhinweise ausgegeben. Sollte sich ein tropischer Zyklon innerhalb dieses Verantwortungsbereiches bilden, vergibt das TCWC Djakarta einen Namen von der folgenden Liste; der einzige 2010 vergebene Name war Anggrek. In der Saison 2009–2010 wurde durch das TCWC Djakarta nur Sturm benannt (Anggrek).

### TCWC Port Moresby
Tropische Wirbelstürme, die sich zwischen 10° südlicher Breite und dem Äquator sowie zwischen 141° und 160° östlicher Länge bilden, werden Namen durch das Tropical Cyclone Warning Centre in Port Moresby auf Papua-Neuguinea zugewiesen. Die Bildung tropischer Zyklone in diesem Gebiet ist selten, während der Saison 2007–2008 war es nur ein Sturm, Zyklon Guba. Die nachfolgende Liste nennt die Namen, die das TCWC in Port Moresby vergibt. Es ist unklar, welches der nächste Name ist, der vergeben wird. In der Saison 2009–2010 wurde kein Sturm durch das TCWC Port Moresby benannt.

### TCWCs in Perth, Darwin und Brisbane
Seit Beginn der Zyklonsaison 2008–2009 verwendet das australische Bureau of Meteorology nur noch eine einzige Namensliste, betreibt aber nach wie vor drei TCWCs, in Perth, Darwin und Brisbane. Diese beobachten alle tropischen Wirbelstürme, die sich zwischen 90° und 160° östlicher Länge bilden und geben spezielle Warnungen heraus, wenn Zyklone in den Verantwortungsbereichen der TCWCs in Djakarta oder Port Moresby entstehen. Die folgenden Namen wurden für benannte Stürme benutzt:
Tasha, Vince, Zelia, Anthony, Bianca, Carlos, Dianne, Errol
Der Name Yasi steht auf keiner der Namenslisten für die australische Region, sondern wurde im südpazifischen Becken durch das RSMC Nadi des Fiji Meteorological Service vergeben, als sich der Zyklon noch in deren Verantwortungsgebiet befand.